# PlayStation Portableのシステムソフトウェア
PlayStation Portableのシステムソフトウェア（プレイステーション・ポータブルのシステムソフトウェア）では、PlayStation Portable (PSP) およびPlayStation Portable go (PSP go) を制御しているファームウェアの歴史およびアップデート方法を取り上げる。

## 概要
PSPを制御しているシステムソフトウェアは、アップデートによって様々な新機能の追加や修正、セキュリティやパフォーマンスの強化が出来るようになっている。SCEは、正式な方法でアップデートするよう告知しており、不正な方法でアップデートを行った場合は修理、保証を行わないとしている。
アップデートデータは大別してPSP-1000/2000/3000 (PSP) 共通の物とPSP-N1000 (PSP go) 用の2種類が存在し、修正・追加される内容はシリーズによって異なる場合がある。

## アップデート方法
アップデートには3種類の方法がある。アップデート中に電源が切れることを防ぐため、バッテリーを十分に充電したうえ、ACアダプタを接続して作業することが推奨される。UMD以外の方法でアップデートを行う場合、アップデートデータを保存するためにメモリースティック上に30MB程度の空き容量が必要
ネットワークアップデート
ネットワークアップデート機能を使用して、インターネットから直接ダウンロードしてアップデートする方法。
PSP本体のバージョンが1.52以下の場合、この方法でアップデートできないことがある。
パソコン/PS3経由でのアップデート
インターネットに接続されているパソコンやPS3からPSP本体にアップデートデータを転送し、そのアップデートデータをPSPで実行することでアップデートする方法。アップデートデータはメモリースティック上のゲームソフトと同様の形で認識される。
パソコンから転送する場合、アップデートデータを指示に従って適切なフォルダに保存する必要がある。
UMDでのアップデート
そのソフトの使用に必要なバージョンのアップデートデータが収録されたUMDを使用してアップデートする方法。
UMDを本体に挿入すると、ソフトのアイコンの下に「PSP アップデート ver.X.XX」（X.XX部にはバージョンが入る）という項目が表示される。それを選択してアップデートできる（アップデートデータがないソフトもある）。そのソフトの使用に必要なバージョンよりも低いバージョンを使っている場合も、アップデートを求められる。
UMDに含まれているアップデートデータは基本的には最新版ではないが、希にオンラインでのアップデートよりも新しいバージョンとなっていたことがある。日本でこのようなケースがあった時期を以下に挙げる。
- 2009年2月19日から同年4月20日まで: UMDは5.05、オンラインは5.03
- 2009年7月30日から同年9月9日まで: UMDは5.55、オンラインは5.51
- 2010年12月1日から2011年1月19日まで: UMDは6.36、オンラインでは6.35

## バージョンの変遷

### バージョン1系列

#### バージョン1.00
2004年12月12日発売のPSP-1000に搭載。日本での初期バージョンである。アップデートデータとしての提供はなし。

#### バージョン1.50
2005年3月24日公開。アメリカで最初に発売された時の初期バージョンでもある。
更新内容はPSPのネイティブ機能に限定されているが多岐に渡る。主なものは次のとおり。
- 表示できる言語にドイツ語・スペイン語・フランス語・イタリア語・オランダ語・ポルトガル語・ロシア語を追加。
- ビデオとミュージックでのレジューム機能（スリープからの復帰時に続きから再生できる）の追加。
- ビデオで他の動画を再生するときに表示モードの設定を保持。
- フォトのファイル名やフォルダ名にアクセント付きアルファベットが使えるようになった。ただしこの当時は表示言語設定と文字セット設定は連動しており、表示言語を日本語にしているとアクセント付きアルファベットに対応できず、日本語以外の設定ではファイル名に日本語文字を使用できなかった（この2つはバージョン2.00で分割された）。

バージョン1.51
2005年5月11日公開。
- セキュリティ上の脆弱性を修正。

バージョン1.52
2005年6月8日公開、イギリスでの初期バージョン。
- XMBのミュージックからのUMD MUSIC再生に対応。
- セキュリティの強化が行われた。

### バージョン2系列

#### バージョン2.00
2005年7月27日公開。
ウェブブラウザ（メニューではインターネットブラウザーと表記）が追加されるなど、ユーザーの意見を多く取り入れた大幅な機能追加となった。インターネットブラウザーは無線LAN機能を利用、壁紙機能追加やAACファイル再生ができる。これにより、so-netではネットワーク上からPSPへそのまま動画が転送・再生可能になるサービス「P-TV」を開始した（PSP向けサービス終了に伴い、バージョン3.70で削除）。
なおアップデートにより、一部無線LANアダプタ機種では、再設定や接続の見直しが必要になる場合もある。
- インターネットブラウザーを追加。この時はAdobe Flash（当時はMacromedia Flash）には未対応（バージョン2.70で対応）。また、一部のウェブページにおいて、正しく表示されない場合がある。
- ビデオ再生のA-Bリピート機能を追加。
- UMD VIDEOおよびUMD MUSICにおいてジャンプ機能を追加。
- メモリースティックDuoに保存された動画において、4:3画面モード・音声切り替え機能を追加。
- SonicStageバージョン3.2以降との組み合わせで、メモリースティック PRO Duoに保存したATRAC3plus 形式の音楽ファイルが再生できるようになった。
- 再生できるミュージックおよびビデオファイルの種類にMP4 (AVC)、MP4 (AAC)、WAVE (Linear PCM) を追加。
- フォトビューアで表示できるファイルの種類にTIFF、GIF、PNG、BMPを追加。
- 画像を壁紙にできる機能と、アドホック通信で送受信する機能を追加。
- 表示言語に韓国語を追加。
- 本体設定に文字セット・テーマ設定を追加、またシステムソフトウェアで使用しているソフトウェアの権利情報を表示する「PSP(PlayStation Portable)について」も追加されている。
- セキュリティ設定にインターネットブラウザー起動制限を追加。
- キーボードの入力モードにWeb入力支援を追加。
- ネットワーク設定のセキュリティ方式でWPA-PSK(TKIP)に対応。
- ネットワーク設定において、バッファロー製無線LAN共通設定のAOSSと、NECアクセステクニカ製無線LAN共通設定のらくらく無線スタートでの自動設定ができるようになった。ただしAOSSで設定を行う場合、無線セキュリティ設定がWEP64となる仕様となっており[3]、現在もAOSSにおけるWEP128/TKIPへの対応は行われていない。
- ゲーム起動時のPSPロゴの下に「PlayStation Portable」と表示されるようになった。

バージョン2.01
2005年10月3日公開。
TIFF画像表示におけるバッファオーバーフローの修正。

#### バージョン2.50
2005年10月13日公開。
代表的な追加機能としてロケーションフリープレイヤーが追加された。
- ロケーションフリープレイヤーが「ネットワーク」カテゴリに追加された。別売りのロケーションフリーベースステーションを設置した場所で受信可能なテレビ放送が、PSP単体で見られる（他にも、CATVチューナやBS/CSチューナ、予めテープやディスクをセットしてあるビデオデッキやDVDプレイヤーも、対応していれば赤外線リモコンの送信機能によって視聴可能である。従来は、ソフトウェアをインストールしたパソコンなどが必要であった）。この場合、出先などで無線LANが利用できさえすれば、インターネットを介して視聴することになる。また、ベースステーションの無線LANが利用可能な範囲内なら、テレビの無い部屋でも視聴できる。
- インターネットブラウザーへの機能追加・変更
  - 文字エンコードに自動選択・Unicode (UTF-8) を追加。
  - 文字サイズと表示モードの設定が保存されるようになった。
  - フォーム（テキスト入力欄）の入力履歴が保存されるようになった。ここに入力した文字はメモリースティック保存され、次に同じページを表示すると、フォーム内に前回入力した内容が復元される。なお、保存された内容は「ツール」の「入力履歴の削除」で削除可能。
- 動画配信サービスなどで提供される著作権保護機能に対応した動画を再生できるようになった。ただしこのバージョンではPSPで直接保存することはできず、パソコンでメモリースティックDuoに保存する形となる（直接ダウンロードにはバージョン2.60で対応）。
- 日付と時刻設定に「インターネット経由で設定する」を追加。
- ネットワーク設定のセキュリティ方式にWPA-PSK（CCMP）を追加。ただしAOSSでの自動設定には対応していない（手動で設定することは可能）[3]。
- キーボードで韓国語入力ができるようになった。
- アドホック通信の際チャンネル番号が表示されるようになった。

#### バージョン2.60
2005年11月29日公開。
代表的な追加機能として、RSSチャンネル（ホスティング型）が追加された。専用RSSページにインターネットブラウザーで登録してネットワーク経由で接続すれば配信される音楽やラジオが聞ける機能。
- RSSチャンネルを追加。いわゆる「ポッドキャスティング」だが、メディアに保存せずにストリーミング再生する。対応フォーマットはMP3とAAC。
- ロケーションフリープレイヤーの音量調整機能を追加。
- インターネットブラウザーの文字エンコードに中国語（Simplified Chinese (GB18030)・Traditional Chinese (Big5)）を追加。
- 動画配信サービスなどで提供される著作権保護機能に対応した動画を、直接メモリースティック Duoにダウンロードできるようになった。
- メモリースティックDuoに保存したWindows Media Audio形式の音楽データが再生できるようになった。そのためにはインターネット経由で機能を有効にする必要がある。Lossless形式および著作権保護済みのデータは再生できず、可変ビットレート(VBR)形式のデータは時間経過表示がおかしくなるという制限がある。なお、この機能のアクティベーション用の項目が本体設定に追加されている。

#### バージョン2.70
2006年4月25日公開。
3月15日、PS Business Briefing 2006 Marchにおいて、4月のファームウェアアップデートでAdobe Flashに対応、インターネットブラウザー上でのFlash再生などに対応するほか、RSSチャンネルの拡張によりRSS配信される音声ファイルのダウンロードに対応し、また中国語フォントが追加されることが発表された。
4月24日、サイト上でアップデート予告がなされ、4月25日14時頃からアップデートが開始された。この時、サイト上では『LocoRoco』の無料体験版のダウンロードサービスも行われ（現在、ダウンロードは終了している）、メモリースティックへ保存することによりプレイ可能である。
- 2GB以上の空き容量があるメモリースティック PRO Duoの使用時に発生する現象が解消された。
- インターネットブラウザーへの機能追加・変更
  - Macromedia Flash Player 6.0 が搭載された。本体メモリーの容量不足のため、再生できるムービーのサイズには制限がある。なお、PSP-1000においては本体設定のメニュー内にFlash Playerのアクティベーション用の項目が存在するが、後に発売された機種ではデフォルトで有効となっている。
  - 設定で起動時の接続が選択可能になった。
  - ヘルプに「NetFront Powered by ACCESS」の表記が追加された。
- RSSチャンネルのメモリースティックへの保存が可能になった。
- ロケーションフリープレイヤーのレート変更を自動化することができるようになった。
- ファイル拡張子がm4aの音声ファイルに対応した。
- 表示言語に中国語が追加された。
- 設定に「RSSチャンネル設定」が追加された。
- ビデオ設定に「UMD Video L・Rボタン」が追加された。

バージョン2.71
2006年6月1日公開。
『カズオ」無料体験版の試遊や、Portable-TVへのダイレクトアクセスが可能になった。
海外一部地域向けベースステーションを使用した際の、ロケーションフリープレイヤーの不具合が改善された。

#### バージョン2.80
2006年7月27日公開。
- RSSチャンネルで、動画コンテンツ（ストリーミング再生はできない）と画像コンテンツのダウンロードに対応した。
- ロケーションフリープレイヤーで、ワイヤレスLANアクセスポイント経由の機器登録が可能になった。
- 拡張子が「3gp」のAACファイルを再生できるようになった。
- メモリースティック Duoの「MUSIC」「PICTURE」「VIDEO」フォルダに保存されたコンテンツに対応。

バージョン2.81
2006年9月7日公開。
- システムソフトウェアのセキュリティ上の脆弱性を修正。

バージョン2.82
2006年10月26日公開。
- システムソフトウェアのセキュリティ上の脆弱性が修正。
- 周辺機器ちょっとショットに対応。

### バージョン3系列

#### バージョン3.00
2006年11月21日公開。
PS3との連携に対応し、PS3をサーバーとして無線LANで接続することにより、PlayStation Store内で配信されるPSP用ゲームソフトウェアと、PS3内のコンテンツをPSPで楽しむリモートプレイに対応した。
- ネットワークメニューにリモートプレイとオンラインマニュアル」を追加。オンラインマニュアルではインターネットブラウザを起動してシステムソフトウェアに関する操作方法などを参照できる。
- RSSチャンネルにタイマー設定機能を追加。予約時刻とチャンネルを指定した後、ワイヤレスLANスイッチを「ON」の状態でスリープモードにしておけば、設定時刻に自動的に指定したチャンネルからデータをダウンロードすることができる。
- インターネットブラウザで悪質なサイトや不適切なサイトの閲覧を防止するサービス「i-フィルター」（有料）に対応。
- PlayStation Networkタイトルに対応し、PS3経由でダウンロードしたゲームをプレイできるようになった。後にはPS3の代わりにパソコンを使用することも可能になったが、PSPのみでダウンロードを行うことができるようになるのは後述する5.00になってからのことである。
- 音楽再生中にさまざまなスクリーンセーバーを表示させることができるビジュアライザーが追加された。
- 早送り・早戻しの3段階変速機能を追加。
- ちょっとショットに同梱のカメラを取り付けて静止画や動画を撮影できるようになった。撮影した静止画や動画はメモリースティック Duoに保存される。
- 本体設定に「UMD自動起動」機能を追加。UMDを挿入したまま起動する場合の動作を選択できるようになった。

バージョン3.01
2006年11月22日公開。
バージョン3.00適用後の本体で生じる『JEANNE D'ARC』の動作不具合（データセーブができない等）が解消された。
バージョン3.02
2006年12月6日公開。
『パラッパラッパー』におけるブラウザ動作の不具合等を修正した。
バージョン3.03
2006年12月20日公開。

#### バージョン3.10
2007年1月30日公開。
PS3との連携機能強化、ロケーションフリープレイヤー、サウンド設定への機能追加が行われた。このアップデートのわずか1日前にVer3.03の完全ダウングレーダーが公開された矢先のアップデートとなった。
- ロケーションフリープレイヤーでMPEG-4 AVC形式に対応。
- インターネットブラウザーの表示設定に「省メモリ」が追加される。消費するメモリは減るが画質が低下する。
- PlayStation Spotのアイコンが追加される。これにより無線LAN環境がなくても店頭でPSP用公式ウェブサイトを閲覧することが可能になった（日本のみ）。
- PlayStation Networkタイトル対応の機能を強化。
- サウンド設定に「ダイナミックノーマライザ」を追加。

バージョン3.11
2007年2月8日公開。
PlayStation Networkタイトルをプレイ中のメニューに「ゲームリセット」機能が追加された。

#### バージョン3.30
2007年3月28日公開。
- PlayStation規格ソフトウェアプレイ中のメニューに「ディスク読み込み速度」を追加。
- RSSチャンネルでアイテムのサムネイル表示に対応。
- メモリースティック内のVIDEOフォルダに保存された動画のサムネイル表示に対応。
- VIDEOフォルダで以下のファイルに対応。
  - コーデック: MPEG-4 AVC (H.264) Main Profile (AVC CABAC)
  - サイズ: 720×480 / 352×480 / 480×272
- 日本以外ではワイヤレスホットスポット向けの通信設定機能が追加された。特にアメリカではT-モバイルのホットスポットサービスの6ヶ月試用サービスが用意されていた。

#### バージョン3.40
2007年4月19日公開。
- PlayStation Networkタイトルを使うための機能が、PlayStation規格ソフトウェアのセーブデータがPSPとPS3で共用可能となるなど強化された。
- ライセンス管理が独立したメニューとしては削除され、コンテンツの情報として参照するだけとなった。

#### バージョン3.50
2007年5月31日公開。
リモートプレイの機能強化の他、開発者向けの変更点としてCPUの動作周波数上限が266MHzから333MHzへ引き上げられた。
- リモートプレイでインターネット経由での接続が可能になった。
- リモートプレイの通信設定が追加された。
- RSSチャンネルにガイドが追加された。

バージョン3.51
2007年6月28日公開。
『ルミネス』のセーブデータに関するバッファオーバーフローが修正された。
バージョン3.52
2007年7月24日公開。
PlayStation Networkタイトルを遊ぶための機能が強化された。

#### バージョン3.60
2007年9月13日（クライシス コア ファイナルファンタジーVII同梱版）および20日(単品)に発売を開始した、PSP-2000の初期モデルに導入されているファームウェア。
後述するバージョン3.70が既に発表されていたため、アップデートデータは存在しない。
PSP-2000で新規に追加されたUMDキャッシュ・USB充電・ワンセグに関する項目が追加されたもの。

#### バージョン3.70
2007年9月11日公開。
主な変更点として、クロスメディアバー(XMB)の背景やアイコンを変更できるカスタムテーマ機能の追加がある。9月28日にはカスタムテーマ作成ツールがSCEから公開された。なおPSP-1000とPSP-2000では組み込みテーマの数が異なる。
- 動画のシーンサーチを追加。
- 動画の連続再生ができるようになった。
- 音楽を再生しながらフォトのスライドショーが可能になった。
- 「リモートプレイ」のメニューに「ボタン割り当て」を追加し、PSPをPS3のワイヤレスコントローラとして使用することができるようになった。
- サービスの終了に伴い「P-TV」アイコンが削除された（PSP-1000のみ）。
- ワンセグでデータ放送が受信できるようになった。また、データ放送受信中に専用操作パネルを表示して、テレビリンクを選んだり、数字を入力できるようになった（PSP-2000のみ）。
- ワンセグ受信時のインターレース出力に対応（PSP-2000のみ）。
- VAIOモバイルTV Ver.5.0で録画したワンセグ放送を再生できるようになった。非公式だがSEG CLIP (アイ・オー・データ製ワンセグチューナー)・ちょいテレ（バッファロー製ワンセグチューナー）・DiALIVE Wセグ（ロジテック製ワンセグチューナー）で録画した物も再生できるようである。

バージョン3.71
2007年9月13日公開。
日本以外の地域向けのシステムソフトウェアにおいて、日本専用サービスのアイコンが表示されていたことに対する修正がされたバージョン。
バージョン3.72
2007年10月30日公開。
ワンセグのチャンネルリストの更新、PlayStation Networkタイトルを遊ぶための機能を強化。
バージョン3.73
2007年11月29日公開。
UMDドライブの動作の安定性を改善。

#### バージョン3.80
2007年12月18日公開。
ワンセグ放送の録画機能追加（PSP-2000のみ）やインターネットラジオへの対応がされている。ワンセグの録画はMagicGateに対応したメモリースティック PRO Duo・メモリースティックPRO-HG・メモリースティックマイクロのいずれかが必要。録画した放送はPSP本体の他、PlayStation 3で視聴することも可能である。
- ビデオのシーンサーチで場面ごとのプレビューができるようになった。
- 音楽再生時のビジュアライザーの種類が増えた。
- インターネットラジオを追加。PSP専用のインターネットラジオプレイヤーソフトをメモリースティックに登録することでストリーミング再生が可能になった。詳しくはインターネットラジオの項を参照。
- RSSチャンネルのOPMLファイルを取り込めるようになった。OPMLファイルを取り込むことで、複数のチャンネルをPSPにまとめて登録できる。フォト（静止画）のRSS配信に対応し、チャンネルに登録したウェブページからデータを受信して画像を再生できるようになった。
- ワンセグ放送の録画ができるようになった。ただし予約中や録画中は他の機能が使えない(予約中スリープモードで待機させることは可能)。同時に複数の番組を録画することもできない。

#### バージョン3.90
2008年1月30日公開。
当初このバージョンではPSP-2000においてSkypeの機能が搭載される予定だったが、規格上の問題から専用マイクロフォンの発売と機能の搭載が延期となった（ただしSkype搭載の延期は日本のみとされている）。このため日本における3.90での変更点はPlayStation Networkタイトルに関する機能強化のみとされている。この他、ヨーロッパではGo!Messengerが展開されていた（バージョン5.50で削除）。
バージョン3.93
2008年3月18日公開。
延期されていた日本国内向けへのSkype機能の追加（PSP-2000のみ）と、PlayStation Networkタイトルを遊ぶための機能に関する更なる強化がされている。
バージョン3.95
2008年4月8日公開。
リモートプレイのメニューで、終了時にPS3の電源を切るかどうかを選択することができるようになった。
PlayStation StoreでダウンロードしたPlayStation規格ソフトウェアを遊ぶときのコントローラ設定に「カスタム設定」を追加し、コントローラのボタンを好きに割り当てることができるようになった。
バージョン3.96
アメリカで2008年6月3日に発売された『Hot Shots Golf: Open Tee 2』(『みんなのGOLF ポータブル2』)に収録されていたアップデート。日本では公開されていない。

### バージョン4系列

#### バージョン4.00
2008年6月18日公開。
- インターネット検索機能が追加された。
- メモリースティックに保存されている動画の再生速度変更機能（0.5～2倍の間で0.1倍単位）が追加された。
- 録画した字幕放送対応のワンセグ放送を再生する際に字幕が表示されるようになった。

バージョン4.01
2008年6月25日公開。
一部の言語において、インターネット検索の検索結果が正しく表示されない現象を改善。
一部の動画が正しく再生されない現象を改善。
バージョン4.05
2008年7月14日公開
ワンセグの録画機能を以下の形で強化。
- 複数の録画予約が可能になった。
- 日時を指定して予約ができるようになった。
- 繰り返し予約や自動延長設定ができるようになった。
- サイレント録画ができるようになった。
- 操作パネルに予約リストと予約録画レポートが追加された。

この他、音楽再生時のビジュアライザーの種類が増えている。
アメリカではPlayStation Storeからダウンロードした動画への対応がこのバージョンの時点でされている。

#### バージョン4.20
2008年10月16日に発売を開始した、PSP-3000の初期モデルに導入されているファームウェア。アップデートデータは存在しない。
カラースペース設定や外部ディスプレイ接続時のちらつき軽減、インターレース表示への対応といったPSP-3000の新機能に対応したものである。

### バージョン5系列

#### バージョン5.00
2008年10月15日公開。このバージョンでは、主にPlayStation Storeへの直接アクセス対応と、PSP-3000シリーズに関係する機能追加が行われた。
- ワイヤレスLANを使用することにより、PSPからPlayStation Storeに直接アクセスできるようになり、ゲームやゲームの追加アイテムなどを直接ダウンロード（購入）できるようになった。
- PlayStation規格ソフトウェアの映像を全画面で出力できるようになり、テレビと接続するケーブルがインターレース映像出力の場合もPlayStation規格ソフトウェアの映像をそのまま出力できるようにした（PSP-3000シリーズは出荷時から対応）。PSP-2000ではUMDゲームなどPSP規格ソフトウェアのインターレース出力はできないままとなっている。
- MPEG-4 AVC(H.264)ビデオ Main Profile(AVC CABAC)で640×480サイズの動画ファイルが再生できるようになった。
- 音楽再生時の操作パネルにスリープタイマーを追加。（0分～2時間を30分単位で設定可能）
- ビデオ設定にタイトル表示を、本体設定にUSB自動接続を追加。またPSP-3000では省電力設定に自動バックライト調整が追加されている。
- クロスメディアバー(XMB)の背景が新しくなった。ただし以前のものもクラシックテーマとして用意されており、テーマ設定で以前のものに戻すことができる。これにより組み込みのテーマ数はPSP-1000では2つ、PSP-2000やPSP-3000では3つとなっている。
- フルサイズキーボードに対応（ウェブブラウザやXMBのみ）。

バージョン5.01
2008年10月22日公開
PSPを使ってPlayStation Storeからコンテンツをダウンロードするとき、8GBや16GBのメモリースティック Duoを使用すると空き容量の計算ミスにより「空き容量が不足しています」とメッセージが表示されダウンロードできない場合がある不具合を修正。
バージョン5.02
2008年11月20日公開
PlayStation Store使用時をはじめとするシステムソフトウェアの安定性を改善。
新潟県-高田・滋賀県-甲賀地域におけるワンセグのチャンネルリストを更新。
バージョン5.03
2009年1月20日公開
大容量動画の再生によるフリーズの軽減などシステムソフトウェアの安定性を改善。
バージョン5.05
2009年2月19日発売の『THE IDOLM@STER SP』と同年3月26日発売の『機動戦士ガンダム 戦場の絆ポータブル』に収録されているが、存在については同年4月21日の5.50公開時にUMDでアップデート可能な最新バージョンとして挙げられる以外の形では公表されなかった。アップデートの内容は公表されていない。
『THE IDOLM@STER SP』のダウンロードコンテンツが消費している正確な容量が表示されないという不具合があり、後述の5.50で修正された。それまでに発売されたソフトでも、先述の『機動戦士ガンダム 戦場の絆ポータブル』には収録されているが、『戦国BASARA BATTLE HEROES』や『魔界戦記ディスガイア2 PORTABLE』等では収録されていない。

#### バージョン5.50
2009年4月21日公開。
PlayStation Storeの利用しやすさが向上している他、インターネットブラウザにトレンドマイクロのフィルタリングソフトを内蔵している（先述の3.00における「i-フィルター」はプロキシサーバーとして設定する必要があったのに対し、こちらはブラウザの設定で有効化するだけで機能する）。フィルタリングは対象によって次の2種類が用意されている。なお2009年11月末まで無料で提供された（当初は7月末までだったが延長された）。
- トレンドマイクロ ウェブセキュリティ for PSP - フィッシングやクラッキングに関するサイトをブロックする。
- トレンドマイクロ キッズセーフティ for PSP - アダルトサイトや暴力・麻薬関係等のサイトをブロックする。

この他の変更点は以下の通り。
- フォト・ミュージック・ビデオのフォルダが2階層目まで認識されるようになった。
- UMDやメモリースティック上のゲームに関する情報を直接検索することが可能になった。
- PlayStation NetworkのアカウントがなくてもPlayStation Storeのコンテンツリストを閲覧することが可能になった。
- PlayStation Storeへの自動サインインが可能になった。
- PlayStation Storeからのダウンロード時に必要なメモリースティックの空き容量が緩和された(5.00ではコンテンツ容量の2倍必要だったが、これがコンテンツ容量と同じになったとされている。しかしPlayStation Storeではコンテンツ容量+20MBとされており、コンテンツによっては逆に必要容量が増えている場合がある)。
- PlayStation Storeで複数のアイテムを同時に購入した際に、購入した全アイテムを一括ダウンロードできるようになった。
- PlayStation Networkのインフォメーションボードを追加。
- インターネットブラウザーのメニューバーに「検索」を追加。
- 『THE IDOLM@STER SP』ダウンロードコンテンツ消費容量計算の問題が修正された[5]。

バージョン5.51
2009年6月11日公開。
システムソフトウェアにおいて、動作の安定性を改善。
バージョン5.55
2009年7月に開催されたJapan Expoにおいて、『ソウルキャリバー Broken Destiny』のデモ器材において確認されたバージョン。更新内容は不明。
また、7月30日に発売された『アーマード・コア3 Portable』及び『新世紀エヴァンゲリオン バトルオーケストラ PORTABLE』、8月6日に発売された『テイルズ オブ バーサス』、9月10日に発売された『MAPLUS ポータブルナビ3』などに収録されている。
公式サイトでの公表は、2009年9月10日の6.00公開時にUMDで更新可能な最新バージョンとして挙げられた程度である。

#### バージョン5.70
2009年11月1日に発売を開始した、PSP go（PSP-N1000）の初期モデルに導入されているファームウェア。6.10が既に発表されているためアップデートデータは存在しない。

### バージョン6系列

#### バージョン6.00
2009年9月10日公開。
- インターネットブラウザーにおいて、セキュリティーの脆弱性に起因する問題に対応。
- 「ネットワークアップデート」が「システムアップデート」に名称変更された。選択後ネットワークからの検索とメモリースティック上の検索を選択する形となる。
- テーマ設定のカラーに新色を3色追加した（PSP-1000を除く）。
- オプションメニューにフォルダー分類を追加し、メモリースティックに保存されているコンテンツを期限別に分類して表示できるようになった。

#### バージョン6.10
2009年10月1日公開。
- SensMe channelsを追加。
- パソコン用PSP管理ツール「Media Go」で作成されたプレイリストを取り込めるようになった。
- ゲームのオプションメニューにアップデートが追加された。
- PlayStation Storeからコンテンツをダウンロードするときに、メモリースティックに保存できるようにした（PSP-N1000のみ）。
- 振動機能に対応したPlayStation規格ソフトウェアをPS3のコントローラで遊んだとき、振動機能を使えるようにした（PSP-N1000のみ）[7]。
- 本体設定の「ディスプレイパネルを閉じたとき」における「標準」の効果が刷新された（PSP-N1000のみ）。
- Bluetoothの対応プロファイルに、ダイヤルアップネットワークプロファイル（DUN）を追加した（PSP-N1000のみ）。

#### バージョン6.20
2009年11月19日公開。
- XMB（クロスメディアバー）から「テレビ」が消え、新たに「エクストラ」が追加された。列内に「ワンセグ」が移動し「コミックリーダー」が追加され、12月10日から始まるコミックの配信に対応した。この仕様変更のため、以前のカスタムテーマでは表示がおかしくなる[8]。なお地域によってはコミック配信がないためエクストラ列が追加されないことがある。
- フォトやビデオにプレイリストを追加し、Media GoやPS3で作成された画像や動画を取り込めるようになった。
- 無線LAN通信使用時の緑色ランプが点滅しなくなった。これにより、CPUの負担の削減効果がある。(未公表)

#### バージョン6.30
2010年6月29日公開。
- ゲームをフォーマット別にフォルダー分類できるようになった。なおこのフォルダ分類にPSP・PS・PCエンジンの他にNEOGEOが存在する[9]。

バージョン6.31
2010年7月29日公開。
- 『ペルソナ3 ポータブル』のプレイ中にスタンバイモードにすると復帰できなくなったのを修正するなど、一部ソフトの安定性を改善。

バージョン6.35
2010年11月24日公開。
- エクストラ列にx-Radar Portableを追加。
- アメリカではMusic Unlimitedへの対応を開始。

バージョン6.36
- 2010年12月1日発売の『モンスターハンターポータブル3rd』への搭載が確認されている。にも関わらず、2011年1月20日の6.37公開時にUMDでの最新アップデートとしての存在は公表されなかった（この時に最新とされたバージョンは6.31である）[10]。
- アップデートデータで表示される主な更新内容として「ゲームをフォーマット別にフォルダー分類できる機能」が挙げられているが、これは6.30の時点で既に存在している。

バージョン6.37
2011年1月20日公開。
- システムソフトウェアにおいて、動作の安定性を改善。

バージョン6.38
2011年4月12日公開。
- システムソフトウェアにおいて、動作の安定性を改善。

バージョン6.39
2011年5月24日公開。
- PlayStation Network個人情報流出事件への対策の一つとして、サインイン時にパスワード変更を求めるメッセージを表示し、変更せずにサインインできないようになった[11]。
- PlayStation Networkへのサインインが失敗する時の表示されるエラーメッセージの内容が修正されている。

#### バージョン6.50
2011年8月16日に海外で発売されたPSP-E1000の初期モデルに導入されているファームウェア。
後述の6.60が既に公開されているため、アップデータは存在しない。
内容としてはPSP-E1000への対応が行われている。

#### バージョン6.60
2011年8月10日公開。
- システムソフトウェアにおいて、動作の安定性を改善。
- PlayStation®Spotウェブページサービスの終了に伴い、ネットワーク列でPlayStation Spotが表示されなくなった。

なお、販売店の店頭に設置されているPlayStation Spotは、PSPおよびPlayStation Vita向けアクセスポイントとして引き続き利用できる。
バージョン6.61
2015年1月15日公開。新しいバージョンが公開されるのは約3年半ぶりとなる。PSP-1000/2000シリーズのアフターサポートは終了しているが、ファームウェアのアップデートは可能。
- システムソフトウェアにおいて、動作の安定性を改善。

## システムソフトウェアの歴史
- 2004年
  - 12月12日 - PSP-1000が日本で発売。初期バージョン1.00。
- 2005年
  - 3月24日 - バージョン1.50 公開。
  - 5月11日 - バージョン1.51 公開。
  - 6月8日 - バージョン1.52 公開。
  - 7月27日 - バージョン2.00 公開。
  - 10月3日 - バージョン2.01 公開。
  - 10月13日 - バージョン2.50 公開。
  - 11月29日 - バージョン2.60 公開。
- 2006年
  - 4月25日 - バージョン2.70 公開。
  - 6月1日 - バージョン2.71 公開。
  - 7月27日 - バージョン2.80 公開。
  - 9月7日 - バージョン2.81 公開。
  - 10月26日 - バージョン2.82 公開。
  - 11月21日 - バージョン3.00 公開。
  - 11月22日 - バージョン3.01 公開。
  - 12月6日 - バージョン3.02 公開。
  - 12月20日 - バージョン3.03 公開。
- 2007年
  - 1月30日 - バージョン3.10 公開。
  - 2月8日 - バージョン3.11 公開。
  - 3月28日 - バージョン3.30 公開。
  - 4月19日 - バージョン3.40 公開。
  - 5月31日 - バージョン3.50 公開。
  - 6月28日 - バージョン3.51 公開。
  - 7月24日 - バージョン3.52 公開。
  - 9月11日 - バージョン3.70 公開。
  - 9月13日 - PSP-2000『クライシス コア ファイナルファンタジーVII』同梱版発売（バージョン3.60が搭載されているものがある）、バージョン3.71 公開。
  - 9月20日 - PSP-2000が日本で発売。一部の機種でバージョン3.60が搭載されている。
  - 10月30日 - バージョン3.72 公開。
  - 11月29日 - バージョン3.73 公開。
  - 12月18日 - バージョン3.80 公開。
- 2008年
  - 1月30日 - バージョン3.90 公開。
  - 3月18日 - バージョン3.93 公開。
  - 4月8日 - バージョン3.95 公開。
  - 6月3日（米国時間） - バージョン3.96を収録した『Hot Shots Golf: Open Tee 2』発売。
  - 6月18日 - バージョン4.00 公開。
  - 6月25日 - バージョン4.01 公開。
  - 7月14日 - バージョン4.05 公開。
  - 10月15日 - バージョン5.00 公開。
  - 10月16日 - PSP-3000が日本で発売。一部の機種は、バージョン4.20および4.21が搭載されている。
  - 10月22日 - バージョン5.01 公開。
  - 11月20日 - バージョン5.02 公開。
- 2009年
  - 1月20日 - バージョン5.03 公開。
  - 2月19日 - バージョン5.05を収録した『THE IDOLM@STER SP』発売。
  - 3月26日 - バージョン5.05を収録した『機動戦士ガンダム 戦場の絆ポータブル』発売（『THE IDOLM@STER SP』と同様）。
  - 4月21日 - バージョン5.50 公開。
  - 6月11日 - バージョン5.51 公開。
  - 7月30日 - バージョン5.55を収録した『アーマードコア3』、『新世紀エヴァンゲリオン バトルオーケストラ PORTABLE』発売。
  - 8月6日 - バージョン5.55を収録した『テイルズ オブ バーサス』発売（アーマードコア3等と同様）。
  - 9月10日 - バージョン5.55を収録した『MAPLUS ポータブルナビ3』発売（『新世紀エヴァンゲリオン バトルオーケストラ PORTABLE』、『アーマードコア3』、『テイルズ オブ バーサス』と同様）。
  - 9月10日 - バージョン6.00 公開。
  - 10月1日 - バージョン6.10 公開。
  - 11月1日 - PSP go (PSP-N1000) が日本で発売。一部の機種はバージョン5.70が搭載されている。
  - 11月19日 - バージョン6.20 公開。
- 2010年
  - 6月29日 - バージョン6.30 公開。
  - 7月29日 - バージョン6.31 公開。
  - 11月24日 - バージョン6.35 公開。
  - 12月1日 - バージョン6.36を収録した『モンスターハンターポータブル3rd』発売。
- 2011年
  - 1月20日 - バージョン6.37 公開。
  - 4月12日 - バージョン6.38 公開。
  - 5月24日 - バージョン6.39 公開。
  - 8月10日 - バージョン6.60 公開。
  - 8月16日 - 海外でPSP-E1000発売。一部の機種はバージョン6.50が搭載されている。
- 2015年
  - 1月15日 - バージョン6.61 公開。